# Auto Club Speedway

Lay-out.

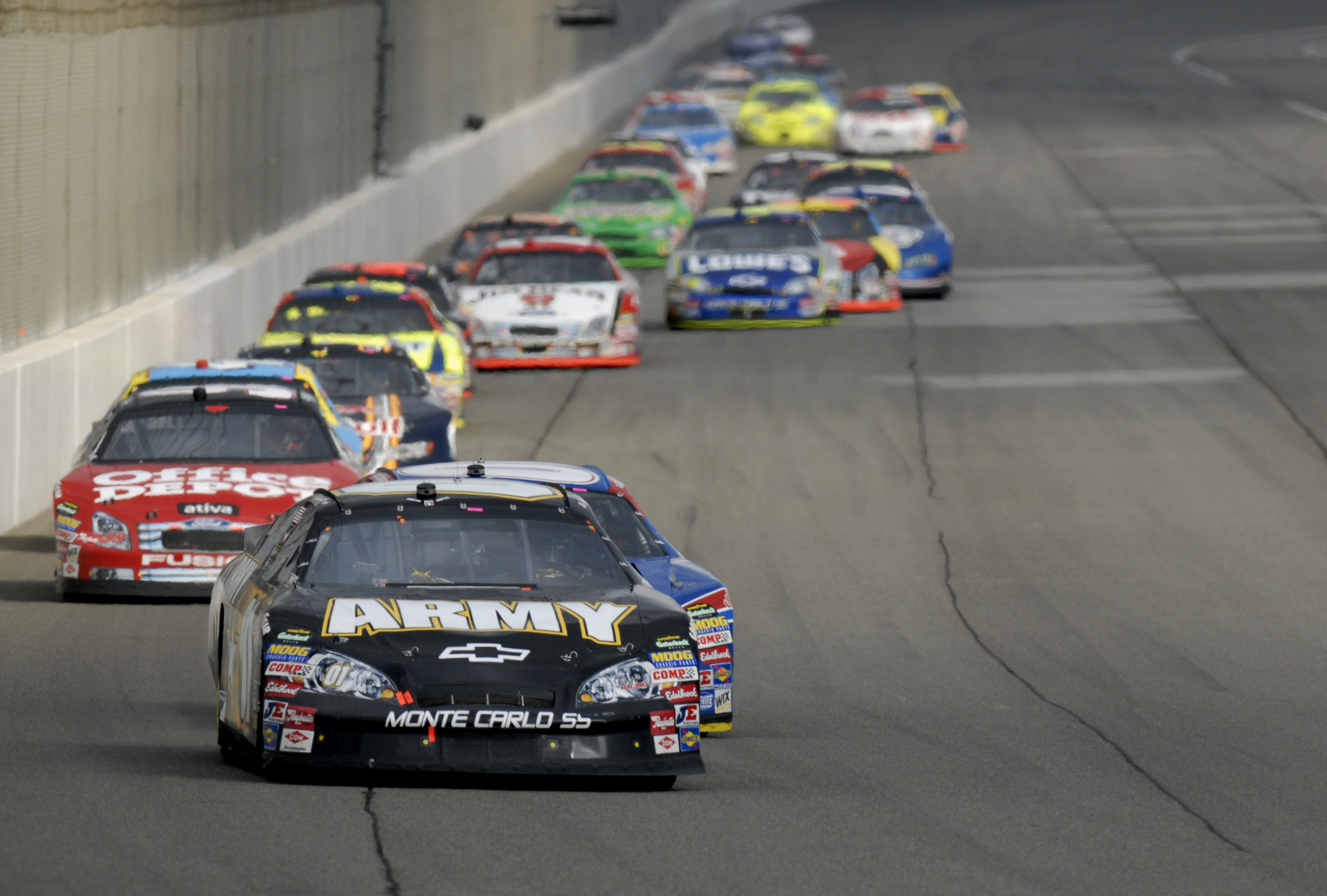
California Speedway.

De Auto Club Speedway of Southern California (vóór 2008: California Speedway) is een racecircuit gelegen in de Amerikaanse stad Fontana in de staat Californië. Het is een ovaal circuit dat in 1997 in gebruik werd genomen. Het circuit heeft een lengte van 2 mijl (3,2 km). Er worden onder meer races gehouden die op de kalender staan van de verschillende NASCAR kampioenschappen. Tussen 1997 en 2002 werden er Champ Car races gehouden, tussen 2002 en 2005 stond het circuit op de Indy Racing League kalender. Tijdens de Champ Car race van 1999 op dit circuit kwam de Canadese coureur Greg Moore om het leven.
Het snelheidsrecord op het circuit staat op naam van Gil de Ferran, die in het Champ Car seizoen van 2000 een kwalificatieronde reed met een snelheid van 388,5 km/h. De Belgische coureur Didier Theys won in 2002 de eerste Rolex Sports Car Series race gehouden op het circuit.

## Winnaars op het circuit
Winnaars op het circuit voor een race uit de Champ Car kalender.
| Jaar | Rijder               |
| ---- | -------------------- |
| 1997 | Mark Blundell        |
| 1998 | Jimmy Vasser         |
| 1999 | Adrián Fernández     |
| 2000 | Christian Fittipaldi |
| 2001 | Cristiano da Matta   |
| 2002 | Jimmy Vasser         |

Winnaars op het circuit voor een race uit de IndyCar Series.
| Jaar | Rijder           |
| ---- | ---------------- |
| 2002 | Sam Hornish Jr.  |
| 2003 | Sam Hornish Jr.  |
| 2004 | Adrián Fernández |
| 2005 | Dario Franchitti |
| 2012 | Ed Carpenter     |